# Кнапп, Райнельда
Райнельда Кнапп (в замужестве — Бартенбах) (нем. Reinelde Knapp (Bartenbach), 8 февраля 1933, Нюцидерс, Форарльберг — 14 сентября 2022) — австрийская легкоатлетка, выступавшая в барьерном беге, прыжках в высоту и длину и пятиборье. Участница летних Олимпийских игр 1956 года.

## Биография
Райнельда Кнапп родилась 8 февраля 1933 года в австрийской коммуне Нюцидерс.
Выступала в легкоатлетических соревнованиях за спортивный клуб «Вена». Десять раз становилась чемпионкой Австрии в беге на 80 метров с барьерами (1956), прыжках в высоту (1956—1958), прыжках в длину (1956—1958) и пятиборье (1955, 1957—1958).
В 1956 году вошла в состав сборной Австрии на летних Олимпийских играх в Мельбурне. В прыжках в высоту поделила 4-6-е места в квалификации, выполнив норматив 1,58 метра. В финале поделила 12-13-е места (1,60), уступив 16 сантиметров завоевавшей золото Милли Макдэниел из США. Также была заявлена в прыжках в длину, но не вышла на старт.
Дважды участвовала в чемпионатах Европы по лёгкой атлетике. В 1954 году в Берне заняла 10-е место в прыжках в высоту, 20-е - ы прыжках в длину. В 1958 году в Стокгольме стала 7-й в прыжках в высоту и не попала в финал прыжков в длину.

## Личные рекорды
- Бег на 80 метров с барьерами — 12,0 (10 августа 1958, Ройтте)
- Прыжки в высоту — 1,66 (14 июня 1958, Будапешт)[4]
- Прыжки в длину — 5,88 (14 сентября 1958, Бухарест)
- Пятиборье — 3816 (10 августа 1958, Ройтте)